# Custom Robo (serie)
Custom Robo (カスタムロボ Kasutamu Robo?) es una franquicia de videojuegos de ciencia ficción robótica desarrollada por Noise y distribuida por Nintendo.
Actualmente la saga se compone de 5 juegos, los cuales han aparecido en la Nintendo 64, la Game Boy Advance, la Nintendo GameCube y la Nintendo DS. Custom Robo Arena, el título más reciente de la saga, fue lanzado en Japón el 19 de octubre de 2006.

## Lanzamiento internacional
Desde su creación en 1999, la saga Custom Robo ha estado enormemente confinada a Japón. Sin embargo, en 2001 Nintendo lanzó en occidente Super Smash Bros. Melee, un juego de lucha que contiene distintos personajes de toda la historia de la compañía. En la sección del juego donde aparecen los trofeos, 3 Custom Robos de Custom Robo V2 aparecen como trofeos: Ray Mk II, Bayonette y Annie.
Nintendo of America planeó lanzar Custom Robo GX, el tercer título de la saga, pero éste fue cancelado por razones desconocidas. Posteriormente decidió lanzar Custom Robo Battle Revolution, el cuarto título de la saga, el cual se convirtió en el primero en tener un lanzamiento internacional en 2004. Siendo lanzado en Norteamérica simplemente como Custom Robo, el juego fue desarrollado específicamente con personajes nuevos a la saga en mente. Todos los títulos Custom Robo producidos después han tenido lanzamientos internacionales, como también un considerable éxito.

## Sistema de juego
Custom Robo pertenece al género RPG del estilo colecciona-y-pelea propio de Nintendo, similar a la serie Pokémon, pero con robo-personalización y frenéticas batallas en arenas 3D (arenas 2D en Custom Robo GX). En el modo historia de cada juego, el jugador entra en el rol de un joven niño sin nombre (el jugador puede escoger uno) quien recientemente ha tenido un sueño acerca de Custom Robos. Cuando se despierta, el niño se dirige a sus padres, quienes le dan su primer Custom Robo y algunas partes para luchar. En cada juego, el primer Custom Robo que se obtiene es siempre un modelo de la saga Ray. El jugador también se encontrará con algunos amigos que lo ayudarán a lo largo del juego. La meta es que el jugador mejore sus habilidades y coleccione diferentes Custom Robos y algunas partes para batalla con el fin de poder vencer a quien sea, incluyendo a los usuarios-robo campeones.
El objetivo principal del juego es finalizar la historia tras coleccionar cada uno de los Custom Robos, las partes para batalla y otras cosas útiles para el jugador, mientras se gana cada batalla que hace al jugador avanzar dentro de la historia. En las batallas Custom Robo, el objetivo es reducir los puntos de energía del oponente de 1000 a 0 al usar distintos Custom Robos, armas, bombas y otros ataques. Los Custom Robos se ordenan en grupos que son similares a sus habilidades. Existen dos vistas dentro de una batalla. La vista normal es la vista en la que la cámara permite al jugador ver a ambos Custom Robos. La vista trasera es la vista en la que el jugador puede ver la parte trasera de su Custom Robo. Se pueden cambiar las vistas al presionar el botón Select durante una batalla. La barra de resistencia se encuentra sobre los puntos de energía del jugador. Una vez que está barra se acaba, el Custom Robo del jugador queda "derribado", lo que significa que permanecerá caído por algunos segundos. Luego de que se levanta, el Custom Robo entra al modo "renacimiento", donde permanece invencible por 3 segundos. Si el jugador pierde repetidamente la misma batalla, el juego ofrece la opción de reducir la energía inicial del oponente, haciendo más fácil la batalla. Si el jugador sigue perdiendo, el grado de ventaja ofrecido se incrementa.

## Juegos de la saga
La siguiente lista contiene los juegos lanzados dentro de la saga.
Los juegos anteriores a Custom Robo Battle Revolution fueron lanzados sólo en Japón (excepto por el primero, el cual fue lanzado en China para la Nintendo iQue). Debido a esto, no existen nombres oficiales en inglés para los títulos de estos juegos. Se podrá incluir un título en inglés oficial sólo si Nintendo of America decide localizar alguno de estos juegos en Norteamérica.
| Título occidental oficial | Título japonés                                                      | Traducción título japonés         | Plataforma                   | Año                                                | Notas |
| ------------------------- | ------------------------------------------------------------------- | --------------------------------- | ---------------------------- | -------------------------------------------------- | --- |
|                           | カスタムロボ (Custom Robo)                                          | Custom Robo                       | Nintendo 64, Nintendo iQue   | Japón: 1999 China: 2006                            | El primer juego de la saga Custom Robo. Es también el primer y único juego de la saga lanzado para la Nintendo iQue en China. |
|                           | カスタムロボV２ (Custom Robo V2)                                    | Custom Robo V2                    | Nintendo 64, Virtual Console | Japón: 2000                                        | Segundo y último juego Custom Robo desarrollado para la Nintendo 64. Es también el primer juego de la saga en permitir jugar hasta a cuatro jugadores, en vez de sólo a dos.                                                            |
|                           | カスタムロボGX (Custom Robo GX)                                     | Custom Robo GX                    | Game Boy Advance             | Japón: 2002                                        | El primer juego Custom Robo en aparecer en una consola portátil de Nintendo. Es también el primer y único juego Custom Robo hecho con gráficos de dos dimensiones en vez de gráficos de tres dimensiones para las batallas Custom Robo. |
| Custom Robo               | カスタムロボ バトルレボリューション (Custom Robo Battle Revolution) | Custom Robo Revolución de Batalla | Nintendo GameCube            | Japón y Norteamérica: 2004                         | El primer juego Custom Robo en ser lanzado en Norteamérica. Es también el primero en incorporar vídeos de movimiento completo. |
| Custom Robo Arena         | 激闘!カスタムロボ (Gekitō! Custom Robo)                             | ¡Tiembla! Custom Robo             | Nintendo DS                  | Japón: 2006 Norteamérica, Europa y Australia: 2007 | El primer juego Custom Robo en usar la Nintendo Wi-Fi Connection para funcionalidad multijugador en línea. Es también el primer y único juego Custom Robo en ser lanzado en regiones PAL.                                               |